# Fontanna Medyceuszy

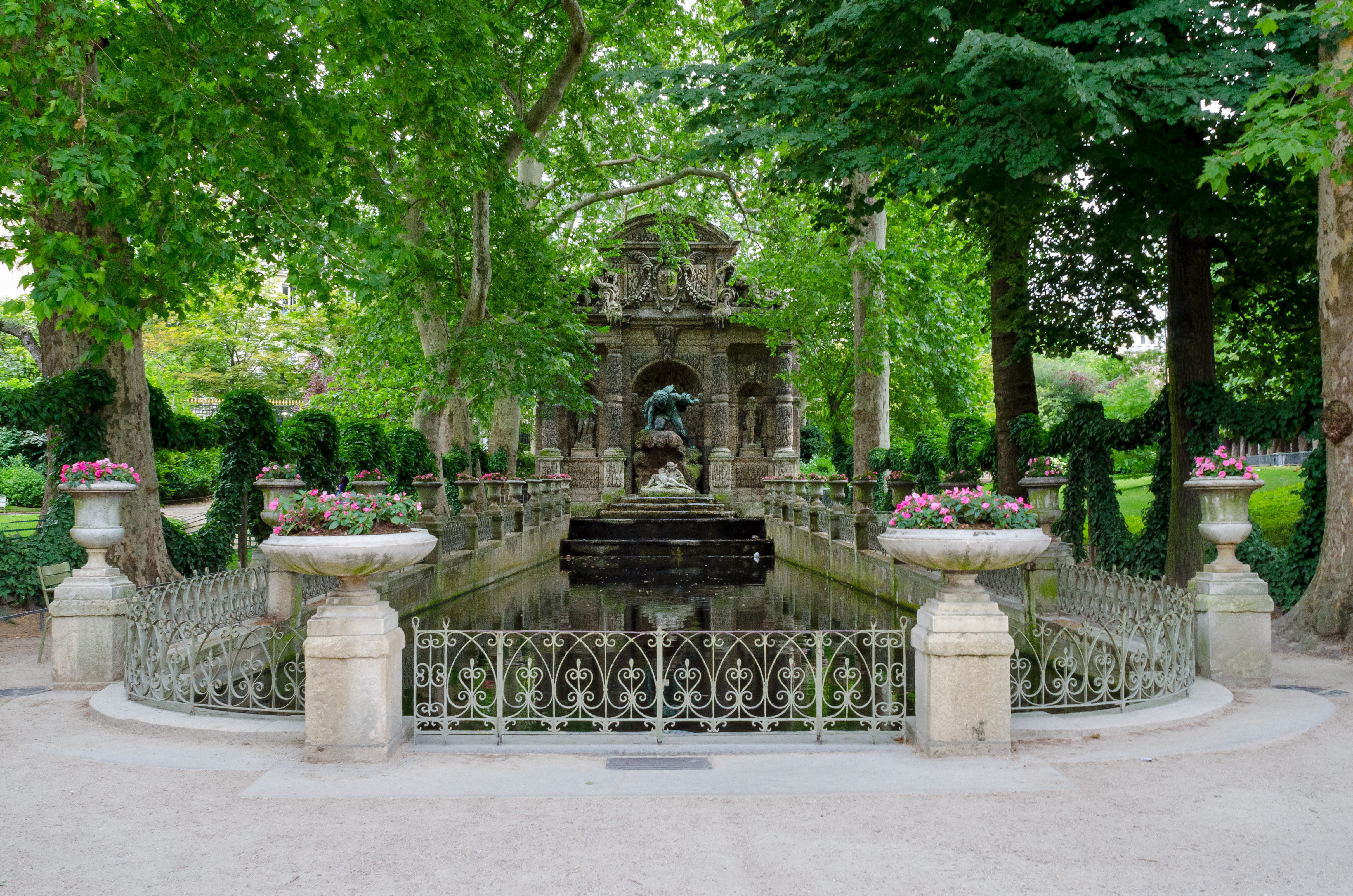
Fontanna Medyceuszy

Fontanna Medyceuszy (fr. Fontaine Médicis) – fontanna w Ogrodzie Luksemburskim w Paryżu. Jej budowę, zakończoną około 1630 roku, zleciła królowa Maria Medycejska, wdowa po Henryku IV, florenckiemu inżynierowi Tommaso Franciniemu. Fontanna została odrestaurowana po rewolucji przez Jean-François Chalgrina, który w centralnej niszy umieścił posąg Wenus. W 1862 r. została przeniesiona w obecne miejsce, jej basen został powiększony, a posąg Wenus zastąpiony przez grupę rzeźb, przedstawiającą Polifema, znajdującego Galateę w ramionach Akisa, dzieło rzeźbiarza Auguste Ottina.

## Pierwsza „grota” Marii Medycejskiej

Plan ogrodu w 1752 r. "Grota" znajduje się na dole po lewej, oznaczona literą "K".

Wokół zbudowanego przez siebie Pałacu Luksemburskiego Maria Medycejska miała zamiar kazać wybudować kilka grot ze źródłami, baseny wodne i tarasy z fontannami, aby na nowo odkryć zapamiętaną z dzieciństwa atmosferę modnych wówczas nimfeum, takich jak np. Grotte de Buontalenti z kompleksu Palazzo Pitti w jej rodzinnej Florencji. Przedmiotowa fontanna jest jednak jedyną pozostałością tego typu konstrukcji, zleconych przez królową w Ogrodzie Luksemburskim.
Realizację tej inwestycji królowa powierzyła florenckiemu inżynierowi Tommaso Franciniemu, specjaliście w dziedzinie hydrauliki, który już wyróżnił się projektem akweduktu Medyceuszy z Rungis do Paryża, a podobną „grotę” zaprojektował sześć lat później w ogrodach pałacu Wideville w Yvelines. "Włoskie" szczegóły architektoniczne, takie jak boniowania i inne formy kształtowania powierzchni wskazują, że jej projektantem mógł być Salomon de Brosse. Fontannę zbudował mistrz murarski Jean Thiriot.
W całym zespole dominującą rolę odgrywa mur fasadowy o wysokości 14 metrów i szerokości 12 metrów, mający na celu oddzielenie obiektu od zabudowań rue d'Enfer, w pobliżu której fontanna się znajdowała. Posiada on trzy nisze, rozdzielone czterema toskańskimi kolumnami. Góruje nad nimi fronton ozdobiony kartuszem z herbami Burbonów i Medyceuszy i zwieńczony trzema masywnymi, kamiennymi zniczami w formie waz. Kartusz flankowany jest dwiema leżącymi, męskimi postaciami, wylewającymi wodę z wielkich dzbanów - alegoriami Rodanu i Sekwany, będącymi dziełami francuskiego rzeźbiarza Pierre'a Biarda (młodszego). Po obu stronach "groty" wzniesiono ściany z ciosów kamiennych ze ślepymi arkadami. Od czasu budowy do początku XIX wieku basen przed centralną niszą nie posiadał jeszcze wodotrysków.
"Grota" została początkowo wybudowana na wschód od Ogrodu Luksemburskiego, w perspektywie alei między Porte des Carmes a rue d'Enfer, dlatego biegła wzdłuż południowej fasady pałacu.

## Po rewolucji
Ogród Luksemburski, podobnie jak Pałac Luksemburski po zainstalowaniu się Senatu w jego murach, został przebudowany w 1799 roku. Zburzono przede wszystkim boczne mury arkadowe. Architekt Jean-François Chalgrin powierzył następnie rzeźbiarzom Duretowi, Rameyowi i Talamonie odnowienie „groty luksemburskiej”. Usunięto wówczas herby Henryka IV i Medyceuszy, kamienne znicze z frontonu, a w centralnej niszy umieszczono mały, marmurowy posąg Wenus. Basen został teraz zasilony przez niski wodospad, wypływający pod posągiem. To, co do tego czasu było wielkim portykiem w stylu włoskim, stało się wreszcie fontanną.

## Przemiany w XIX wieku

Plan ogrodu po przekształceniach z połowy XIX w.: fontanna znajduje się u góry po prawej, kolorem niebieskim wyróżniono jej basen wodny

Na początku lat sześćdziesiątych XIX wieku, po wybudowaniu rue de Médicis w ramach prac urbanistycznych prefekta Haussmanna w Paryżu, fontanna została przeniesiona w inne miejsce. Pomimo silnych protestów dotyczących tego projektu, prowadzącego również do zniszczenie części oficyn Senatu, fontanna Medyceuszy została rozebrana kamień po kamieniu w 1862 roku i przybliżona do pałacu o około trzydzieści metrów. Architekt Alphonse de Gisors odrestaurował herb Francji i kazał zbudować basen o długości około pięćdziesięciu metrów, którego żelazne ogrodzenie rozpięto między słupkami w formie kamiennych waz obsadzanych kwiatami; basen otaczają dwa rzędy platanów.
Została również wymieniona dekoracja rzeźbiarska obiektu. W centralnej niszy posąg Wenus został zastąpiony przez grupę trzech mitologicznych postaci zatytułowanych "Polifem zaskakujący Galateę w ramionach Akisa", dzieło rzeźbiarza Augusta Ottina z 1863 r. Polifem, legendarny cyklop, jest zakochany w Galatei, młodej i pięknej nimfie morskiej. Kucając na skale, ze skórą zwierzęcia na plecach, obserwuje nereidę Galateę w objęciach Akisa, gotów zabić rywala głazem. Para leniwie leży na brzegu wody. Uderzający jest kontrast między ogromną i ciemną masą Cyklopa a jasnymi barwami duetu dwojga młodych ludzi. Dodatkowo sam kształt basenu daje złudzenie, że zbiornik jest pochylony. W bocznych niszach umieszczone zostały dwa posągi, Diany oraz Fauna.
Tylna fasada fontanny została również przebudowana przez Gisorsa, który oparł o nią fontannę Ledy z płaskorzeźbą Achille Valois z 1807 r., znajdującą się dawniej na rogu rue du Regard i rue de Vaugirard, a usuniętą stamtąd na skutek otwarcia rue de Rennes. Ta druga fontanna jest zwieńczona frontonem, na którym leżą dwa posągi Najad, wykonane przez Jeana-Baptiste-Julesa Klagmanna.
Już na liście z 1889 roku fontanna została sklasyfikowana jako zabytek historyczny.

## W XX wieku
Podczas niemieckiej okupacji w czasie II wojny światowej, w czerwcu 1944 r., Niemcy przekształcili fontannę Medyceuszy w letni basen.